# Ору (Кохтла-Ярве)
Ору (эст. Oru) — один из районов города Кохтла-Ярве уезд Ида-Вирумаа в Эстонии. Находится внутри волости Тойла. Основная часть Кохтла-Ярве расположена примерно в 20 км к западу от Ору. Поселок был основан в связи со строительством завода по производству торфобрикета в 1958 году. 

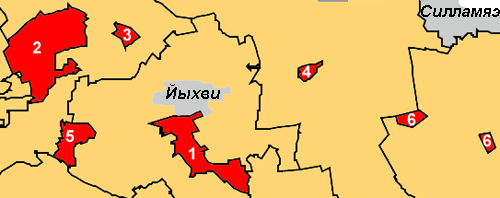
Ору, номер 4 на карте районов города Кохтла-Ярве.
В середине самостоятельный город Йыхви, в верхнем правом углу город Силламяэ.

## Население
Численность населения 987 человек по данным на 1 января 2021 года.
| 1 января 2018 | 1 января 2019 | 1 января 2020 | 1 января 2021 | 1 января 2023 |
| ------------- | ------------- | ------------- | ------------- | ------------- |
| 1074          | ↘1044         | ↘1031         | ↘987          | ↗1004         |

## Транспорт
Рядом находится железнодорожная станция Ору.

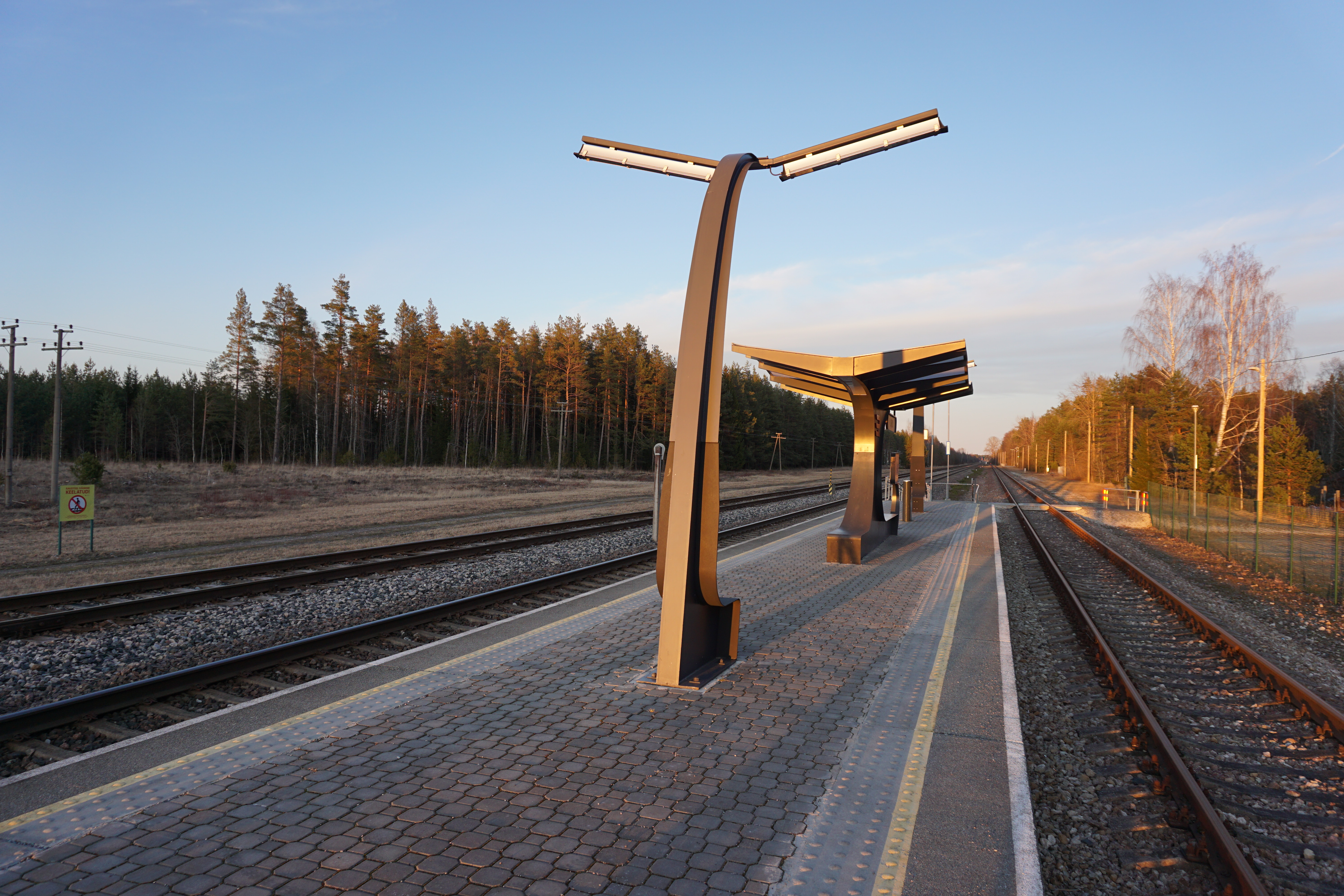
Платформа станция Ору